# Natação no Campeonato Mundial de Esportes Aquáticos de 2009 - 400 m medley masculino
A prova dos 400 metros medley masculino da natação no Campeonato Mundial de Esportes Aquáticos de 2009 ocorreu no dia 2 de agosto no Stadio del Nuoto em Roma.

## Recordes
Antes desta competição, os recordes mundiais e do campeonato nesta prova eram os seguintes:
| Tipo                  | Atleta         | Tempo   | Local     | Data                 | Ref |
| --------------------- | -------------- | ------- | --------- | -------------------- | --- |
|                       | Michael Phelps | 4:03,84 | Pequim    | 10 de agosto de 2008 | ver |
| Recorde do campeonato | Michael Phelps | 4:06,22 | Melbourne | 1 de abril de 2007   | ver |

## Medalhistas
| Ouro              | Prata                   | Bronze            |
| Ryan Lochte (USA) | Scott Tyler Clary (USA) | Laszlo Cseh (HUN) |

## Resultados

### Eliminatórias
Estes são os resultados das eliminatórias:
| Pos. | Atleta                    | Bateria | Raia | Tempo   | Notas |
| ---- | ------------------------- | ------- | ---- | ------- | ----- |
| 1    | USA Tyler Clary           | 6       | 4    | 4:10.04 |       |
| 2    | HUN Laszlo Cseh           | 7       | 4    | 4:10.33 |       |
| 3    | HUN Gergo Kis             | 7       | 5    | 4:10.99 |       |
| 4    | USA Ryan Lochte           | 8       | 4    | 4:11.05 |       |
| 5    | GBR Thomas Haffield       | 6       | 3    | 4:11.32 |       |
| 6    | ISR Gal Nevo              | 7       | 2    | 4:11.51 |       |
| 7    | ITA Luca Marin            | 8       | 5    | 4:12.66 |       |
| 8    | BRA Thiago Pereira        | 8       | 3    | 4:13.05 |       |
| 9    | JPN Yuya Horihata         | 6       | 6    | 4:14.43 |       |
| 10   | ITA Alessio Boggiatto     | 6       | 5    | 4:14.56 |       |
| 11   | POL Mateusz Matczak       | 8       | 7    | 4:14.57 |       |
| 12   | JPN Ken Takakuwa          | 8       | 6    | 4:14.73 |       |
| 13   | RSA Riaan Schoeman        | 7       | 3    | 4:15.50 |       |
| 14   | AUS Leith Brodie          | 4       | 2    | 4:15.52 |       |
| 15   | DEN Chris Boe Christensen | 5       | 5    | 4:16.78 |       |
| 16   | RSA Chad Le Clos          | 7       | 1    | 4:17.39 |       |
| 17   | GBR Lewis Smith           | 6       | 2    | 4:17.56 |       |
| 18   | POR Diogo Carvalho        | 6       | 8    | 4:18.08 |       |
| 19   | CHN Weijia Liu            | 6       | 7    | 4:18.11 |       |
| 20   | AUT Dinko Jukic           | 8       | 1    | 4:18.38 |       |
| 21   | GER Yannick Lebherz       | 7       | 7    | 4:18.43 |       |
| 22   | AUS Stephen Parkes        | 8       | 8    | 4:18.60 |       |
| 23   | UKR Vadym Lepskii         | 5       | 7    | 4:18.88 |       |
| 24   | CAN Jordan Hartney        | 6       | 1    | 4:20.15 |       |
| 25   | COL Omar A. Pinzon Garcia | 7       | 9    | 4:20.98 |       |
| 26   | POR Carlos Almeida        | 5       | 6    | 4:21.36 |       |
| 27   | AUT Dominik Dur           | 8       | 0    | 4:22.04 |       |
| 28   | RUS Andrey Krylov         | 7       | 6    | 4:22.29 |       |
| 29   | KAZ Dmitriy Gordiyenko    | 5       | 3    | 4:22.84 |       |
| 30   | CRO Niksa Roki            | 5       | 4    | 4:25.40 |       |

| Ver o restante da classificação | Ver o restante da classificação | Ver o restante da classificação | Ver o restante da classificação | Ver o restante da classificação | Ver o restante da classificação | Ver o restante da classificação |
| Pos.                            | Atleta                          | Bateria                         | Raia                            | Tempo                           | Notas                           |                                 |
| ------------------------------- | ------------------------------- | ------------------------------- | ------------------------------- | ------------------------------- | ------------------------------- | ------------------------------- |
| 31                              | ANG Pedro Pinotes               | 4                               | 6                               | 4:25.62                         |                                 |                                 |
| 32                              | PHI Miguel Molina               | 6                               | 0                               | 4:26.27                         |                                 |                                 |
| 33                              | BRA Henrique Rodrigues          | 7                               | 8                               | 4:26.39                         |                                 |                                 |
| 34                              | LTU Vytautas Janusaitis         | 7                               | 0                               | 4:26.52                         |                                 |                                 |
| 35                              | LUX Raphael Stacchiotti         | 4                               | 4                               | 4:26.63                         |                                 |                                 |
| 36                              | TUN Taki M'rabet                | 6                               | 9                               | 4:26.98                         |                                 |                                 |
| 37                              | CAN Anders Mcintyre             | 5                               | 2                               | 4:27.78                         |                                 |                                 |
| 38                              | SLO Jan Karel Petric            | 4                               | 1                               | 4:29.15                         |                                 |                                 |
| 39                              | UZB Aleksey Derlyugov           | 4                               | 7                               | 4:29.49                         |                                 |                                 |
| 40                              | MEX Ezequiel Trujillo           | 5                               | 9                               | 4:29.81                         |                                 |                                 |
| 41                              | MEX Raul Lopez                  | 5                               | 0                               | 4:30.91                         |                                 |                                 |
| 42                              | IND Rehan Poncha                | 3                               | 3                               | 4:31.34                         |                                 |                                 |
| 43                              | TPE JuiTing Chien               | 4                               | 3                               | 4:31.99                         |                                 |                                 |
| 44                              | ECU Esteban Enderica            | 3                               | 8                               | 4:33.73                         |                                 |                                 |
| 45                              | CHI Benjamin Guzman Blanco      | 4                               | 8                               | 4:34.43                         |                                 |                                 |
| 46                              | UZB Sobitjon Amilov             | 3                               | 2                               | 4:37.16                         |                                 |                                 |
| 47                              | IRI Saeed Malekae Ashtiani      | 2                               | 5                               | 4:37.65                         |                                 |                                 |
| 48                              | MAR Berrada Morad               | 3                               | 9                               | 4:38.95                         |                                 |                                 |
| 49                              | PHI Robert Walsh                | 3                               | 5                               | 4:40.57                         |                                 |                                 |
| 50                              | TPE KaiWen Pan                  | 4                               | 5                               | 4:41.92                         |                                 |                                 |
| 51                              | KSA Loai Abdulwahid Tashkandi   | 2                               | 2                               | 4:42.09                         |                                 |                                 |
| 52                              | ESA Rafael Alfaro               | 2                               | 3                               | 4:42.15                         |                                 |                                 |
| 53                              | ECU Ivan Alejandro Enderica     | 3                               | 6                               | 4:42.62                         |                                 |                                 |
| 54                              | GEO Giorgi Mtvralashvili        | 3                               | 0                               | 4:42.65                         |                                 |                                 |
| 55                              | SIN Sheng Jun Pang              | 4                               | 0                               | 4:43.20                         |                                 |                                 |
| 56                              | PLE Ahmed Jebrel                | 2                               | 7                               | 4:45.73                         |                                 |                                 |
| 57                              | GIB Colin Bensadon              | 2                               | 6                               | 4:47.14                         |                                 |                                 |
| 58                              | ZIM Nicholas James              | 1                               | 3                               | 4:48.21                         |                                 |                                 |
| 59                              | KGZ Vitalii Khudiakov           | 2                               | 4                               | 4:52.96                         |                                 |                                 |
| 60                              | THA Radomyos Matjiur            | 3                               | 7                               | 4:59.20                         |                                 |                                 |
| 61                              | ISV Bryson Mays                 | 2                               | 1                               | 4:59.30                         |                                 |                                 |
| 62                              | ASA Benjamin Gabbard            | 1                               | 5                               | 5:05.88                         |                                 |                                 |
| 63                              | PYF Vincent Perry               | 2                               | 8                               | 5:07.98                         |                                 |                                 |

### Final
Estes são os resultados da final:
| Pos.              | Atleta              | Raia | Tempo   | Notas                 |
| ----------------- | ------------------- | ---- | ------- | --------------------- |
| Medalha de ouro   | USA Ryan Lochte     | 6    | 4:07.01 |                       |
| Medalha de prata  | USA Tyler Clary     | 4    | 4:07.31 |                       |
| Medalha de bronze | HUN Laszlo Cseh     | 5    | 4:07.37 |                       |
| 4                 | BRA Thiago Pereira  | 8    | 4:08.86 | Recorde sul-americano |
| 5                 | HUN Gergo Kis       | 3    | 4:10.40 |                       |
| 6                 | ISR Gal Nevo        | 7    | 4:12.33 |                       |
| 7                 | ITA Luca Marin      | 1    | 4:13.63 |                       |
| 7                 | GBR Thomas Haffield | 2    | 4:13.63 |                       |

Legenda
| Recorde mundial       | Recorde mundial (World record)               |                       | Recorde africano                      | Recorde africano (African) |                                           | Q | Classificado por posição (Qualified) |
| Recorde do campeonato | Recorde do campeonato (Championship record)  | Recorde da América    | Recorde da América (Americas)         | q                          | Classificado por melhor tempo (Qualified) |   |                                      |
| Melhor marca do ano   | Melhor marca do ano (World leading)          | Recorde asiático      | Recorde asiático (Asian)              | DNS                        | Não largou (Did not start)                |   |                                      |
| Recorde nacional      | Recorde nacional (National record)           | Recorde europeu       | Recorde europeu (European)            | DNF                        | Não terminou (Did not finish)             |   |                                      |
| Recorde pessoal       | Recorde pessoal do atleta (Personal best)    | Recorde da Oceania    | Recorde da Oceania (Oceania)          | DSQ / DQ                   | Desclassificado (Disqualified)            |   |                                      |
| Recorde da temporada  | Recorde da temporada do atleta (Season best) | Recorde sul-americano | Recorde sul-americano (South America) | NM                         | Sem marca (No mark)                       |   |                                      |